# Кучеренко Ірина Миколаївна
Кучеренко Ірина Миколаївна (13 грудня 1956, Київ — 13 липня 2012, Київ) — український правник, доктор юридичних наук (2004), професор (2011), заслужений юрист України (2009), авторка численних наукових праць з проблем житлової кооперації, будівництва житла, права власності на житло та його спадкування.

## Життєпис
| Текст вилучений зі статті через підозру в порушенні авторських прав |
| --- |
| Текст, що раніше перебував на цій сторінці, запідозрено в порушенні авторських прав на текст із таких джерел: http://dspace.nbuv.gov.ua/xmlui/bitstream/handle/123456789/58795/49-Kucherenko.pdf?sequence=1 Дата, коли було знайдено порушення: 21 травня 2021. Тому, хто повісив цей шаблон: На сторінку обговорення користувача, який розмістив цю статтю, варто додати повідомлення {{subst:nothanks cv\|Кучеренко Ірина Миколаївна\|url=http://dspace.nbuv.gov.ua/xmlui/bitstream/handle/123456789/58795/49-Kucherenko.pdf?sequence=1. |
| До уваги користувача, який розмістив цю статтю Не редагуйте статтю зараз, навіть якщо ви збираєтеся її переписати. Дотримуйтесь вказівок нижче. - Якщо власник авторських прав на зазначений вище матеріал дозволяє використовувати його на умовах GNU FDL без незмінюваних секцій та Creative Commons із зазначенням автора / розповсюдження на тих самих умовах, будь ласка, сповістіть про це на сторінці обговорення цієї статті. - Якщо правовласником є ви, додайте на зазначеному вище ресурсі примітку: «Матеріали дозволено використовувати на умовах GNU FDL без незмінюваних секцій та Creative Commons із зазначенням автора / розповсюдження на тих самих умовах». - Якщо дозволу на використання цього матеріалу немає, будь ласка, зробіть одне з двох: 1. Напишіть хоча б гарний накид статті на цій підсторінці. Зверніть увагу: не треба копіювати текст, що порушує авторські права, на зазначену підсторінку й редагувати його. Якщо ви взялися за написання нової статті, не забудьте сповістити про це на сторінці обговорення. 2. Залиште все як є, і тоді статтю буде вилучено. У випадку, якщо новий текст написано не буде, цю статтю буде вилучено через тиждень після появи цього попередження (детальніше див. документацію шаблону). Вихідний текст цієї статті з можливим порушенням копірайту можна знайти в історії змін. Зверніть увагу, що розміщення у Вікіпедії матеріалів, автор яких не надав явного дозволу на їхнє використання відповідно до ліцензії GNU FDL без незмінюваних секцій та Creative Commons із зазначенням автора / розповсюдження на тих самих умовах, може бути порушенням законів про авторське право. Користувачів, які додають до Вікіпедії такі матеріали, може бути тимчасово позбавлено права редагувати статті. Попри все, ми завжди раді вашим оригінальним статтям. Дякуємо. Цю сторінку внесено до категорії Вікіпедія:Можливе порушення авторських прав. |

- Кучеренко І. М. Спадкові права громадян // Газета «Молодь України». — серпень, 1986.
- Кучеренко І. М. Житлові права громадян // Газета «Молодь України». — жовтень, 1986.
- Кучеренко І. М. Деякі питання припинення житлових правовідносин в ЖБК // Радянське право. — 1987. — № 8.
- Кучеренко І. М. Хата в спадщину // Газета «Молодь України». — 01.12.1987.
- Кучеренко І. М. Про що говорить закон // Газета «Молодь України». — 29.12.1987.
- Зубков Н. А., Индыченко С. П., Кучеренко І. М. Организация кооперативного жилищного строительства. Справочник. — К. : Вид-во «Будівельник», 1988. — 256 с.
- Кучеренко І. М. Организация жилищно-строительных кооперативов / Жилищные права и обязанности советских граждан (по законодательству Союза ССР и Украинской ССР). — К. : Наукова думка, 1988.
- Кучеренко І. М. (у співавторстві) Короткий юридичний словник. — К. : Вид-во політичної літератури, 1989.
- Кучеренко І. М. Зміцнення правових гарантій права громадян на житло в ЖБК // Радянське право. — 1989. — № 7.
- Кучеренко И. Н. Жилищные правоотношения в ЖСК: дис. … канд. юрид. наук : 12.00.03. — К., 1989. — 202 c.
- Кучеренко И. Н. Жилищные правоотношения в ЖСК: автореф. дис…. канд. юрид. наук : 12.00.03. — Харьков, 1989. — 17 c.
- Жилищное законодательство (сборник нормативних актов) / Сост. С. Т. Вечфинский, И. Н. Кучеренко. — К. : Наукова думка, 1990. — 351 с.
- Кучеренко І. М. Порядок організації кооперативів // Радянське право. — 1990. — № 3. — С. 59-62.
- Кучеренко І. М. Проблемы совершенствования системы нормативных актов, регулирующих деятельность жилищной кооперации // Тезисы республиканской научно-практической конференции «Развитие национальной государственности союзной республики на современном этапе» Киев: ИГП им. В. М. Корецкого АН Украинской ССР. — 1990. — С. 140—142.
- Кучеренко І. М. Органи реєстрації підприємств // Газета «Голос України». — 1991.
- Кучеренко І. М. Жилищная кооперация (проблемы укрепления юридических гарантий права граждан на жилье) / Охрана прав и интересов личности. Гражданско-правовой аспект. — К. : Наукова думка 1992. — С. 93-144.
- Кучеренко І. М. Проблеми розвитку житлового законодавства в умовах ринкових відносин і підвищення ролі Рад народних депутатів у вирішенні житлової проблеми // Правова держава. — 1992. — Вип. 2-3. — С. 121—124.
- Кучеренко І. М. Возмещение ущерба, причиненного работнику / Трудовое законодательство (юридический справочник по вопросам трудового законодательства и практика его применения. — Киев, 1992. — С. 240—256.
- Кучеренко І. М. Господарські товариства / Юридический справочник предпринимателя / Отв. ред. Ю. С. Шемшученко. — К. : Перлит продакшн ЛТД, 1992. — 636 с.
- Кучеренко І. М. Коментар до закону «Про заставу» // Підприємництво і ринок України. — 1992. — № 3.
- Кучеренко І. М. Коментар до закону «Про зовнішньоекономічну діяльність» // Підприємництво і ринок України. — 1992. — № 11.
- Кучеренко І. М. Класифікація юридичних осіб, які займаються підприємницькою діяльністю // Тези науково-практичної конференції «Концептуальні питання створення нового цивільного кодексу України» (м. Київ, 14-15.04.1992). — К. : ІДП АНУ, 1992.
- Кучеренко І. М. Деякі питання державної реєстрації підприємств // Правова держава. — 1993. — Вип. 4. — С. 24-28.
- Кучеренко І. М. Поняття підприємства і його види // Тези науково-практичної конференції «Проблеми підготовки нового Цивільного кодексу України» (м. Київ, 20-21 травня 1993 р.). — К., 1993.
- Кучеренко І. М. Класифікація підприємств у цивільному праві // Тези науково-практичної конференції «Правова система України: теорія і практика» (м. Київ, 7-8 жовтня, 1993 р.). — К., 1993.
- Кучеренко І. М. Право власності і виникнення нових форм виробництва у сільському господарстві / Нові форми сільськогосподарського виробництва. — К. : Наукова думка, 1994. — С. 20-31.
- Кучеренко І. М. Правове становище підприємств, які належать громадянам / Власник і право власності. — К. : Наукова думка 1994. — С. 76-104.
- Кучеренко І. М. Види підприємств і право власності // Правова держава. — 1994. — Вип. 5. — С. 150—155.
- Кучеренко І. М. Правові питання регулювання договору оренди житлового приміщення (будинку) // Зб. тез Міжнародної конференції «Шляхи реформування житлової політики в Україні в перехідний період» (м. Київ, 7-9 грудня 1994 р.). — К., 1994.
- Кучеренко І. М. Свидетельство будет, но на другую квартиру // Газета «Магнат-експрес». — жовтень. — 1994. — № 1.
- Кучеренко І. М. Новий житловий кодекс — правові питання оренди // Газета «Янус». — 19.10.1995.
- Кучеренко І. М. Правові протиріччя Закону України «Про оренду майна державних підприємств та організацій» // Правова держава. — 1995. — Вип. 6. — С. 188—192.
- Кучеренко І. М. Право собственности на предприятия / Право собственности в Украине. — К. : Блиц-информ, 1996. — С. 57-94.
- Кучеренко І. М. (у співавторстві) Юридичний словник-довідник / За ред. Ю. С. Шемшученка. — К. : Femina, 1996. — 696 с.
- Кучеренко І. М. Правове регулювання приватизації державних підприємств // Правова держава. — 1996. — Вип. 7. — С. 163—166.
- Кучеренко І. М. Как зарегистрировать и перерегистрировать предприятие // Предпринимательство, хозяйство и право. — 1996. — № 1. — С. 10-13.
- Кучеренко І. М. Акціонерні товариства (шляхи вдосконалення законодавства) // Матеріали науково-практичної конференції «Концепція розвитку законодавства України» (м. Київ, травень 1996 р.). — К., 1996. — С. 223—225.
- Кучеренко І. М. Право частной собственности на жилище. Приватизация государственного жилищного фонда / Частная собственность граждан. Справочник. — К. : Генеза, 1997.
- Кучеренко І. М. Аварійні житлові будинки. Бронювання житлового приміщення. Бюро технічної інвентаризації. Ведення справ без доручення. Викуп державного майна. Виселення. Гаражно-будівельний кооператив. Гарантійний строк. Гарантія. Господарські товариства / Юридична енциклопедія. — К. : НАНУ; ІДІП НАНУ; Видавництво «Українська енциклопедія» ім. М. П. Бажана, 1998. — Т. 1 — С. 12; 277; 295; 318; 392; 408; 552—553; 555; 556; 623—624.
- Кучеренко І. М. Етапи розвитку законодавства про приватизацію майна державних підприємств. Розвиток житлового законодавства / Розвиток цивільного і трудового законодавства в Україні. — Харків: Консум, 1999. — С. 87-100.
- Кучеренко І. М. (у співавторстві) Цивільне право / Інститут держави і права ім. В. М. Корецького НАН України. Наукові досягнення за 50 років (1949—1999). — К. : Ін Юре, 1999. — C. 64-91.
- Кучеренко І. М. Види юридичних осіб суб'єктів підприємницької діяльності // Правова держава. — 1999. — Вип. 10. — С. 275—281.
- Кучеренко І. М. Дачно-будівельний кооператив. Державна комісія з цінних паперів та фондового ринку. Довіреність. Договір вручення. Договір купівлі-продажу. Договір майнового найму (оренди). Договір на користь третьої особи. Договір піднайму. Додаткова житлова площа. Дочірня юридична особа. Жиле приміщення. Жилий будинок. Житлова субсидія. Житловий кодекс України. Житловий фонд. Житлові чеки. Житлово-будівельний кооператив. Житлово-експлуатаційні підприємства. Житлово-комунальні послуги. Загальні збори акціонерів (учасників). Збереження жилого приміщення // Юридична енциклопедія. — К. : НАНУ; ІДІП НАНУ; Видавництво «Українська енциклопедія» ім. М. П. Бажана, 1999. — Т. 2 — С. 13; 93-94; 227; 233; 236; 238—239; 243—244; 247; 264; 300; 430; 430—431; 431—432; 432—433; 433; 433; 433—434; 434; 434—435; 461—462; 549.
- Кучеренко І. М. Договори купівлі-продажу, міни, дарування. Особливості укладення договору купівлі-продажу у роздрібній. Захист прав споживачів за договором купівлі-продажу. Договір поставки / Договір у цивільному і трудовому праві. Довідник — К. : Вид. дім «Юридична книга», 2000. — Ч. 1. –С. 54-77.
- Кучеренко І. М. Види юридичних осіб — суб'єктів підприємницької діяльності // Держава і право. — 2000. — Вип. 7. — С. 286—292.
- Кучеренко І. М. Проблеми вдосконалення законодавства, яке регулює діяльність товариств власників приміщень у багатоквартирному будинку, як спосіб реалізації конституційного права на житло // Держава і право. — 2000. — Вип. 8. — С. 248—253.
- Кучеренко І. М. Передача зобов'язань при ліквідації юридичної особи // Вісник Запорізького юридичного інституту. — 2000. — № 3. — С. 61-65.
- Кучеренко І. М. Правове положення колективних підприємств // Предпринимательство, хозяйство и право. — 2000. — № 12. — С. 32-35.
- Кучеренко І. М. Визначення видів комерційних юридичних осіб у цивільному законодавстві України як шлях до входження у сучасні правові системи // Матеріали міжнародної наукової конференції «Європа, Японія, Україна: шляхи демократизації державно-правових систем». — К. : ІДП ім. В. М. Корецького НАН України, 2000. — С. 193—197.
- Кучеренко І. М. Цивільний договір / Державотворення і правотворення в Україні. — К. : ІДП НАН України, 2001. — С. 445—454.
- Кучеренко І. М. Види юридичних осіб — суб'єктів підприємницької діяльності / Становлення та розвиток цивільних і трудових правовідносин у сучасній Україні. — К. : ІДП НАН України, 2001. — С. 68-91.
- Кучеренко І. М. Зовнішньоекономічні договори (контракти) / Керівникові підприємства про право. Довідник. — Харків: КСИЛОН, 2001. — С.77-92.
- Кучеренко І. М. Деякі питання приватизації зданих в оренду цілісних майнових комплексів державних підприємств, організацій та їх структурних підрозділів // Правова держава. — 2001. — Вип. 12. — С. 401—407.
- Кучеренко І. М. Визнання недійсними установчих документів підприємств // Держава і право. — 2001. — Вип. 9. — С. 200—205.
- Кучеренко І. М. Правове становище релігійних організацій (цивільно-правові питання) // Держава і право. — 2001. — Вип. 10. — С. 278—283.
- Кучеренко І. М. Правове положення сільськогосподарських кооперативів // Держава і право. — 2001. — Вип. 11. — С. 236—241.
- Кучеренко І. М. Товариство з обмеженою відповідальністю — перспективи правового регулювання // Держава і право. — 2001. — Вип. 12. — С. 335—340.
- Кучеренко І. М. Державні підприємства — проблеми правового регулювання // Держава і право. — 2001. — Вип. 13. — С. 304—309.
- Кучеренко І. М. Проблеми нормативного регулювання перетворення відкритого акціонерного товариства в закрите акціонерне товариство // Підприємництво, господарство і право. — 2001. — № 1. — С. 39-41.
- Кучеренко І. М. Підстави для ліквідації юридичних осіб — суб'єктів підприємницької діяльності // Підприємництво, господарство і право. — 2001. — № 2. — С. 3-6.
- Кучеренко І. М. Правовий статус товариства покупців // Підприємництво, господарство і право. — 2001. — № 3. — С. 39-41.
- Кучеренко І. М. Правове положення споживчих товариств // Підприємництво, господарство і право. — 2001. — № 4. — С. 15-18.
- Кучеренко І. М. Повні та командитні товариства // Підприємництво, господарство і право. — 2001. — № 7. — С. 36-39.
- Кучеренко І. М. Сучасна історія розвитку українського законодавства, яке регулює порядок створення та діяльність державних підприємств // Підприємництво, господарство і право. — 2001. — № 8. — С. 25-28.
- Кучеренко І. М. Деякі питання спадкування частки у статутному фонді товариств з обмеженою та додатковою відповідальністю // Підприємництво, господарство і право. — 2001. — № 9. — С. 32-34.
- Кучеренко І. М. Правове регулювання створення, діяльності, реорганізації та ліквідації акціонерних товариств // Правова держава: Журн. ОНУ імені І. Мечникова. — 2001. — № 3. — С. 19-25.
- Кучеренко І. М. Господарські товариства-проблеми правового регулювання // Тези доповідей і наукових повідомлень науково-практичної конференції «Проблеми і перспективи розвитку та реалізації законодавства України». — К. : ІДП ім. В. М. Корецького НАН України, 2001. — С. 16-20.
- Кучеренко І. М. Кабальна угода. Квартирна плата. Квартирний облік. Кліринг; Колективне підприємство. Командитне товариство. Комерційна таємниця. Кооператив. Ломбард. Лотерейний білет. Молодіжний житловий комплекс // Юридична енциклопедія. — К. : НАНУ; ІДіП НАНУ; Видавництво «Українська енциклопедія» ім. М. П. Бажана, 2001. — Т.3. — С. 5-6; 74; 74-75; 120—121; 153; 163; 166; 341; 521; 524; 755.
- Кучеренко І. М. Право власності приватних юридичних осіб / Проблеми вдосконалення правового регулювання права приватної власності. — К. : ІДП HAH України, 2002. — С. 59-100.
- Кучеренко І. М. Правове регулювання діяльності виробничих кооперативів // Правова держава. — 2002. — Вип. 13. — С. 153—160.
- Кучеренко І. М. Правове регулювання реорганізації підприємницьких юридичних осіб (сучасність і проблеми кодифікації) // Держава і право. — 2002. — Вип. 15. — С. 236—240.
- Кучеренко І. М. Підприємство — об'єкт чи суб'єкт цивільних прав? // Держава і право. — 2002. — Вип. 16. — С. 174—179.
- Кучеренко І. М. Звернення стягнення на майно приватного підприємства за боргами його засновника // Держава і право. — 2002. — Вип. 17. — С. 199—203.
- Кучеренко І. М. Види підприємницьких юридичних осіб за новими Цивільним та Господарським кодексами // Вісник Хмельницького інституту регіонального управління та права. Науковий часопис. — 2002. — № 2. — С. 20-22.
- Кучеренко І. М. Деякі питання правового регулювання припинення та реорганізації підприємницьких юридичних осіб // Тези доповідей і наукових повідомлень науково-практичної конференції «Становлення і розвиток правової системи України». — К. : ІДП ім. В. М. Корецького НАН України, 2002. — С. 21-26.
- Кучеренко І. М. Надання житлової площі. Нежилі приміщення. Об'єднання співвласників багатоквартирного будинку. Обмін жилого приміщення. Ордер на жиле приміщення. Пай. Передоручення. Платіжна вимога. Повне товариство. Поділ майна подружжя // Юридична енциклопедія. — К. : НАНУ; ІДІП НАНУ; Видавництво «Українська енциклопедія» ім. М. П. Бажана, 2002. — Т. 4. — С. 18-19; 122; 210—211; 221—222; 315; 405; 491; 568—569; 589—590; 607.
- Кучеренко І. М. Юридичні особи. Підприємницькі товариства; Право державної власності. Право комунальної власності / Цивільне право України: Академічний курс: Підруч.: У 2 т. / За заг. ред. Я. М. Шевченко. — К. : Вид. дім «Ін Юре», 2003. — Т. 1. Загальна частина. — С. 166—211; 324—337.
- Кучеренко І. М. Договір купівлі-продажу. Договір поставки. Договір контрактації сільськогосподарської продукції. Договір постачання енергетичними та іншими ресурсами через приєднану мережу. Договір міни. Договір найму (оренди). Договір найму (оренди) житла / Цивільне право України: Академічний курс: Підруч.: У 2 т. / За заг. ред. Я. М. Шевченко. — К. : Вид. дім «Ін Юре», 2003. — Т. 2. Особлива частина. — С. 6-42; 56-70; 77-84.
- Кучеренко І. М. Право власності на житло. Право на підприємницьку діяльність. Право оперативного управління. Претензія. Приватизація. Приватизація житлового фонду. Розстрочка платежу Службове жиле приміщення. Статут юридичної особи. Сумісна діяльність / Юридична енциклопедія. — К. : НАНУ; ІДіП НАНУ; Видавництво «Українська енциклопедія» ім. М. П. Бажана, 2003. — Т. 5. — С. 6; 24; 30-31; 76; 81; 82; 361; 528; 639—640; 721.
- Кучеренко І. М. Житлово-будівельні кооперативи — правові проблеми систематизації законодавства // Правова держава. — 2003. — Вип. 14. — С. 355—361.
- Кучеренко І. М. Деякі питання створення об'єднання співвласників багатоквартирного будинку // Вісник Хмельницького інституту регіонального управління та права. Науковий часопис. — 2003. — № 1. — С. 56-61.
- Кучеренко І. М. Майнові права та обов'язки членів кооперативу за законом «Про кооперацію» // Держава і право. — 2003. — Вип. 22. — С. 295—299.
- Кучеренко І. М. Цивільно-правові засоби захисту прав акціонерів при реорганізації акціонерного товариства // Тези доповідей і наукових повідомлень науково-практичної конференції «Проблеми кодифікації законодавства України» (м. Київ, 14 травня 2003 р.). — К. : ІДП НАН України, 2003. — С. 28-31.
- Кучеренко І. М. Шляхи подолання суперечностей між Цивільним та Господарським кодексами у визначенні організаційних форм підприємницьких юридичних осіб // Матеріали міжнародної науково-практичної конференції «Трансформація відносин в Україні: організаційно-правові та економічні проблеми» (м. Одеса, 15 травня 2003 р.). — Одеса: ОНУ МОНУ, «Астропринт», 2003. — С.61-64.
- Кучеренко І. М. Правові проблеми систематизації законодавства, яке регулює діяльність кооперативів // Правова держава. — 2004. — Вип. 15. — С. 183—193.
- Кучеренко І. М. Тимчасові мешканці. Фас / Юридична енциклопедія. — К. : НАНУ; ІДІП НАНУ; Видавництво «Українська енциклопедія» ім. М. П. Бажана, 2004. — Т. 6. — С. 62; 251.
- Кучеренко І. М. Юридична особа / Цивільний кодекс України: Науково-практичний коментар: У 2 ч. / За заг. ред. Я. М. Шевченко. — К. : Видавничий Дім «Ін Юре», 2004. — Ч. 1. — С. 103—231.
- Кучеренко І. М. Купівля-продаж (ст. 655—711) / Цивільний кодекс України: Науково-практичний коментар: У 2 ч. / За заг. ред. Я. М. Шевченко. — К. : Видавничий Дім «Ін Юре», 2004. — Ч. 2. — С. 115—188.
- Кучеренко І. М., Воловик В. В. Найм (оренда) житла / Цивільний Кодекс України: Науково-практичний коментар: У 2 ч. — К. : Видавничий Дім «Ін Юре», 2004. — Ч. 2. — С. 282—298.
- Кучеренко І. М. Організаційно-правові форми юридичних приватного права. Монографія. — К. : ІДіП НАНУ; ДП "Юридичне видавництво «Аста», 2004. — 328 с.
- Кучеренко І. М. Організаційно-правові форми юридичних осіб приватного права: дис… д-ра юрид. наук: 12.00.03 / Кучеренко І. М. ; НАН України, Інститут держави і права ім. В. М. Корецького. — К., 2004. — 475 арк.
- Кучеренко І. М. Організаційно-правові форми юридичних осіб приватного права [Текст]: автореф. дис… д-ра юрид. наук: 12.00.03 / Кучеренко І. М. ; НАН України, Інститут держави і права ім. В. М. Корецького. — К., 2004. — 36 с.
- Кучеренко І. М. Нові підходи до викладання курсу цивільного права. Рецензія на підручник Цивільне право України у 2 т. / За заг. ред. В. І. Борисової, І. В. Спасибо-Фатєєвої, В. Л. Яроцького. — К. : Юрінком Інтер, 2004 // Держава і право. — 2004. — Вип. 26. — С.685-687.
- Кучеренко І. М. Правове положення непідприємницьких юридичних осіб приватного права / Актуальні проблеми цивільного права і цивільного процесу в Україні. — К. : ІДіП НАНУ, 2005. — С. 138—186.
- Кучеренко І. М. Місце споживчих товариств у системі непідприємницьких кооперативів // Університетські наукові записки. — 2005. — № 3. — С. 52-59.
- Кучеренко І. М. До питання гарантування фінансовими установами інтересів інвесторів у житловому будівництві // Університетські наукові записки. ХУУП. — 2006. — № 2 (18). — С.102-106.
- Житлове законодавство України: стан та шляхи удосконалення / Галянтич М. К., Абрамова О. Є., Звізда С. М., Крупчан О. Д., Кучеренко І. М., Луць В. В., Махіпчук В. М., Майданик Р. А., Мічурін Є. О. ; ред. М. К. Галянтич ; Акад. прав. наук України, НДІ приват. права і підприємництва. — К. : КВІЦ, 2006. — 564 с.
- Кучеренко І. М. Цивільно-правові проблеми перетворення унітарних підприємств в господарські товариства // Тези доповіді Міжнародної науково-методичної конференції «Сучасні проблеми адаптації цивільного законодавства до стандартів Європейського Союзу» (14-15 березень, 2005 р.). — Львів: Видавництво ЛНУ, 2006. — Вип. 1. — С. 259—261.
- Кучеренко І. М. Загальні положення про юридичну особу / Цивільний кодекс України: Науково-практичний коментар. Вид. 3 перероб. та доп. — Харків: Одіссей, 2006. — С. 76-118.
- Кучеренко І. М. 4 глави до підручника / Цивільне право України: Академічний курс: Підручник у 2 т. / За заг. ред. Я. М. Шевченко. — Вид. 2-ге, доп. і пепероб. — Т. 1. Загальна частина. — К. : Видавничий Дім «Ін Юре», 2006. — С. 229—318, 447—463.
- Кучеренко І. М. 5 глав до підручника / Цивільне право України: Академічний курс: Підручник у 2 т. / За заг. ред. Я. М. Шевченко. — Вид. 2-ге, доп. і пепероб. — Т. 2. Особлива частина. — К.: Видавничий Дім «Ін Юре», 2006. — С. 6-53, 70-92, 102—120.
- Кучеренко І. М. Цивільно-правові проблеми створення системи організаційно-правових форм юридичних осіб приватного права // Матеріали Міжнародної науково-практичної конференції «Розвиток цивільного законодавства України: шляхи подолання кодифікаційних протиріч» (м. Київ, 28 вересня 2006 р.). — К. : КНУ імені Тараса Шевченка, 2006.
- Кучеренко І. М. Правова природа соціального найму житла // Міжнародна науково-практична конференція «Шості осінні юридичні читання» (м. Хмельницький, ХУУП, 26-27 жовтня 2007 р.). — Хмельницький, 2007. — С. 130—132.
- Кучеренко І. М. Юридичні особи публічного права як суб'єкти цивільних правовідносин / Еволюція цивільного законодавства України: проблеми теорії і практики / За заг. ред. Я. М. Шевченко. — К. : Юридична думка, 2007. — С. 168—213.
- Кучеренко І. М. Об'єднання співвласників багатоквартирного будинку, як особлива форма утримання приватного житлового фонду. — К. : НДІ приватного права та підприємництва, 2006. — 35 с.
- Кучеренко І. М. Правове положення житлово-будівельного кооперативу. — К. : НДІ приватного права та підприємництва, 2006. — 26 с.
- Кучеренко І. М. Виникнення права застави при залізничних перевезеннях // Правова держава. — 2007. — Вип. 18. — С. 322—328.
- Кучеренко І. М. Організаційно-правові-форми юридичних осіб публічного права // Університетські наукові записки. — 2007. — № 2 (22). — С. 134—146.
- Кучеренко І. М. Історія виникнення юридичних осіб публічного права // Держава і права. — 2007. — Вип. 35. — С. 298—306.
- Кучеренко І. М. Спільне майно співвласників багатоквартирного будинку // Держава і права. — 2007. — Вип. 36. — С. 371—378.
- Кучеренко І. М. Право спільної сумісної власності подружжя на майно, що використовується в підприємницькій діяльності // Наукові засади та практика застосування нового Сімейного кодексу України. Матеріали Круглого столу (м. Київ, 25 травня 2006 р.). — Х. : Ксилон, 2007. — С.66-70.
- Кучеренко І. М. За ред. академіка НАН України Ю. С. Шемшученка. — К. : Вид-во «Юридична думка», 2007.
- Кучеренко І. М. Фундаментальне цивілістичне дослідження немайнових особистих прав фізичних осіб (Рецензія на монографію Р. О. Стефанчука «Особисті немайнові права фізичних осіб у цивільному праві») // Юридична Україна. — 2007. — № 11. — С. 94-95.
- Кучеренко И. Н. Общие положения о юридическом лице / Гражданский кодекс Украины: научно-практ. комментарий / Е. О. Харитонов (общ. ред.). — Изд. 5-е, стер. — Х. : Одиссей, 2008. — С. 76-118.
- Кучеренко І. М. Розвиток житлового законодавства України, його співвідношення і зв'язок з цивільним законодавством / Правова система України: історія, стан та перспективи: у 5 т. / Академія правових наук України / В. Я. Тацій (голова редкол. вид.). Т. 3 : Цивільно-правові науки. Приватне право / За заг. ред. Н. С. Кузнєцової. — Х. : Право, 2008. — С. 574—601.
- Кучеренко І. М. Громадські товариства як вид організаційно-правової форми юридичних осіб // Університетські наукові записки. Часопис ХУУП. — 2008. — № 3. — С. 55-60.
- Кучеренко І. М. Проблеми розвитку житлового законодавства України // Держава і права. — 2008. — Вип. 39. — С. 345—351.
- Кучеренко И. Н. Гражданско-правовые проблемы создания системы организационно-правовых форм юридических лиц // Альманах цивилистики: Сборник статей. — К. : Всеукраинская ассоциация издателей «Правова єдність», 2008. — Вып. 1 — С. 236—248.
- Кучеренко І. М. Співвідношення понять «фонд» та «установа» // Тези доповіді на Міжнародній науково-практичній конференції «Право та економіка: генезис, сучасний стан та перспективи розвитку» (м. Одеса, 30 травня 2008 р.). — О. : Астропринт, 2008. — С. 239—244.
- Кучеренко І. М. Проблеми визначення основних напрямків державної житлової політики в Україні // Тези доповіді на Науково-практичному семінарі "Проблеми формування та реалізації державної житлової політики (м. Київ, вересень 2008). — К. : ІДП НАНУ, 2008. — С. 3-14.
- Кучеренко І. М. Цивільно-правові проблеми задоволення вимог інвесторів «Еліта-Центру» // Зб. тез доповідей Міжнародної наукової конференції «Сьомі і осінні юридичні читання» (м. Хмельницький, 26 жовтня 2008 р.). — Хмельницький: Вид-во ХУУП, 2008. — С. 171—173.
- Кучеренко І. М. Щодо необхідності прийняття Закону «Про житлову політику» // Держава і права. — 2008. — Вип. 41. — С. 641—646.
- Кучеренко І. М. Правові проблеми виникнення права власності на акції / Тези доповіді на Всеукраїнській науково-практичній конференції «Удосконалення правового статусу учасників відносин у сфері господарювання» (м. Київ, 20 листопада 2008). — К., 2008.
- Кучеренко І. М. / Суб'єкти цивільного права / За заг. ред. Я. М. Шевченко. — Х. : Харків юридичний, 2009.
- Кучеренко І. М. Об'єднання співвласників багатоквартирного будинку // Українське комерційне право. — 2009. — № 9. — С. 37-50.
- Кучеренко І. М. Основні тенденції розвитку законодавства постсоціалістичних країн, яке визначає правовий статус житлово-будівельних (житлових) кооперативів // Правова держава. — 2009. — Вип. 20. — С. 251—257.
- Шевченко Я. М., Кучеренко І. М., Хуторян Н. М., Морозова С. Є., Відділ проблем цивільного, трудового і підприємницького права / Флагман української юридичної науки / До 60-річчя Інституту держави і права ім. В. М. Корецького НАН України (1949—2009) / За ред. академіка Ю. С. Шемшученка. — К. : Юрид. думка, 2009. — С.111-124.
- Кучеренко І. М. Статті до Енциклопедії цивільного права України / Відп. ред. Я. М. Шевченко. — К.: Ін Юре, 2009. (Серія "Бібліотека енциклопедій «Ін Юре»).
- Кучеренко І. М. Стаття 1218. Спадкування майнових прав та обов'язків щодо юридичних осіб (корпоративних прав) (крім п. 6.6) / Цивільний кодекс України: Науково-практичний коментар (пояснення, тлумачення, рекомендації з використанням позицій вищих судових інстанцій, Міністерства юстиції, науковців, фахівців). — Харків: Страйд, 2009. — Том 12. Спадкове право. — С. 29-52.
- Кучеренко І. М. Кооперативи. Непідприємницькі товариства (параграф 5-6 розділу 2) / Цивільний кодекс України: Науково-практичний коментар (пояснення, тлумачення, рекомендації з використанням позицій вищих судових інстанцій, Міністерства юстиції, науковців, фахівців). — Харків: Страйд, 2009. — Том 3. Юридична особа. — С. 647—735.
- Кучеренко І. М. Житло у гуртожитку як об'єкт цивільних прав // Матеріали науково-практичної конференції «Об'єкти цивільного права» (м. Сімферополь, 16-18 жовтня 2009). — Сімферополь: Кримський юридичний інститут ОДУ МВС; Національний університет державної податкової служби України, 2009. — С. 16-18.
- Кучеренко І. М. Організаційно-правові форми юридичних осіб публічного права // Матеріали Круглого столу «Юридичні особи публічного права як учасники цивільних відносин» (січень 2009 р.). — К. : ДПАУ, Нац. ун-т держ. податкової служби, НДІ приватного права та підприємництва АПрН, 2009.
- Кучеренко І. М. Правові проблеми розвитку приватного житлового фонду. Правові проблеми регулювання житлових пільг. Соціальний житловий фонд та ін. (6 д.а.) / Колективна монографія «Організаційно-правове забезпечення реалізації державної житлової політики в Україні». — К., 2009.
- Кучеренко І. М. Приватне підприємство як учасник корпоративних відносин / Збірник матеріалів Всеукраїнського науково-практичного семінару «Вдосконалення правового регулювання корпоративних відносин в сучасних умовах» (м. Івано-Франківськ, 25-26 вересня 2009 р.). — Івано-Франківськ: Юридичний інститут Прикарпатського національного університету імені Василя Стефаника, 2009.
- Кучеренко І. М. Основні напрямки розвитку житлового законодавства // Актуальні проблеми цивільного, сімейного та міжнародного приватного права (Матвєєвські цивілістичні читання, м. Київ, 16 вересня 2010 р.). — 2010.
- Кучеренко І. М. Поняття та основні ознаки юридичної особи // Альманах права. Праворозуміння та правореалізація: від теорії до практики. Науково-практичний журнал.– К. : ІДП НАНУ, 2011. — Вип. 2. — С. 32-35.
- Кучеренко І. М. Правовий режим спільного майна у багатоквартирному будинку // Актуальні проблеми цивільного, сімейного та міжнародного приватного права (Матвєєвські цивілістичні читання). Матеріали міжнародної науково-практичної конференції / Відп. ред. Майданик Р. А. — К. : КНТ, 2011. — С. 86-89.
- Кучеренко І. М. Правові проблеми перетворення акціонерних товариств у товариства з обмеженою відповідальністю // Охорона корпоративних прав: Матеріали Всеукраїнського науково-практичного семінару (проведеного Лабораторією з вивчення проблем корпоративного права НДІ приватного права і підприємництва НАПрН України спільно з Юридичним інститутом Прикарпатського національного університету імені Василя Стефаника 1-2 жовтня 2010 р.). — Івано-Франківськ: Прикарпатський національний університет імені Василя Стефаника, 2011. — С. 66-69.
- Кучеренко І. М. Правові проблеми створення юридичних осіб Національною академією наук України // Правова держава. — К. : ІДП НАНУ, 2011. — Вип. 22. — С. 304—310.
- Кучеренко І. М. Припинення обороту цінних паперів за рішенням ДКЦПФР // Зб. матеріалів Міжнародної науково-практичної конференції «Правові та економічні передумови участі суб'єктів публічного права в приватних відносинах: загальнодержавні та регіональні аспекти» (м. Кіровоград, 09-10 грудня 2011 р.) / Ред. кол. О. О. Первомайський (голова), Г. Ю. Шаркова (заст. голови) та ін. — К: НДІ приватного права і підприємництва НАПрН України, 2011. — С. 63-65.
- Кучеренко І. М. Способи захисту цивільних прав / Охорона і захист цивільних прав та інтересів фізичних та юридичних осіб в цивільних правовідносинах / за заг. ред. академіка НАПрН України Я. М. Шевченко. — Х. : Харків юридичний, 2011. — С. 33-80.
- Кучеренко І. М. Стаття 331. Набуття права власності на новостворене майно та об'єкти незавершеного будівництва; Стаття 332. Набуття права власності на перероблену річ / Цивільний кодекс України: Науково-практичний коментар (пояснення, тлумачення, рекомендації з використанням позицій вищих судових інстанцій, Міністерства юстиції, науковців, фахівців) / За ред. проф. І. В. Спасибо-Фатєєвої. — Харків: ФО-П Лисяк Л. С., 2011. — Т. 5. Право власності та інші речові права. — С. 80-106.
- Кучеренко І. М. Великий енциклопедичний юридичний словник / Друге видання, перероблене і доповнене ; За ред. академіка НАН України Ю. С. Шемшученка. — К. : Вид-во «Юридична думка», 2012.